# Campeonato europeo de hockey sobre patines masculino de 1937
El X Campeonato europeo de hockey sobre patines masculino de 1937 se celebró en Herne Bay (Inglaterra) del 14 al 17 de mayo de 1937. Fue organizado por el Comité Europeo de Hockey sobre Patines. La selección de Inglaterra ganó su décimo título.

## Equipos participantes
|               |
| Alemania Nazi |
| Bélgica       |
| Francia       |
| Inglaterra    |
| Italia        |
| Portugal      |
| Suiza         |

## Resultados
|               | Bandera de Italia | Bandera de Francia | Bandera de Inglaterra |     | Bandera de Portugal | Bandera de Suiza | Bandera de Bélgica |
| ------------- | ----------------- | ------------------ | --------------------- | --- | ------------------- | ---------------- | ------------------ |
| Italia        |                   |                    |                       |     |                     |                  |                    |
| Francia       | 2-3               |                    |                       |     |                     |                  |                    |
| Inglaterra    | 4-3               | 9-1                |                       |     |                     |                  |                    |
| Alemania Nazi | 3-4               | 7-6                | 2-5                   |     |                     |                  |                    |
| Portugal      | 3-4               | 2-0                | 1-3                   | 3-1 |                     |                  |                    |
| Suiza         | 2-2               | 4-2                | 2-10                  | 4-3 | 1-1                 |                  |                    |
| Bélgica       | 5-4               | 3-2                | 1-6                   | 3-2 | 0-1                 | 1-2              |                    |

## Clasificación
| Equipo        | Pts | PJ | PG | PE | PP | GF | GC | DG  |
| ------------- | --- | -- | -- | -- | -- | -- | -- | --- |
| Inglaterra    | 12  | 6  | 6  | 0  | 0  | 37 | 10 | +27 |
| Suiza         | 8   | 6  | 3  | 2  | 1  | 15 | 19 | -4  |
| Portugal      | 7   | 6  | 3  | 1  | 2  | 11 | 9  | +2  |
| Italia        | 7   | 6  | 3  | 1  | 2  | 20 | 20 | 0   |
| Bélgica       | 6   | 6  | 3  | 0  | 3  | 14 | 17 | -3  |
| Alemania Nazi | 2   | 6  | 1  | 0  | 5  | 18 | 25 | -7  |
| Francia       | 0   | 6  | 0  | 0  | 6  | 13 | 28 | -15 |